# Any Number Can Play
Any Number Can Play is een Amerikaanse dramafilm uit 1949 onder regie van Mervyn LeRoy.

## Verhaal
Charley Enley Kyng heeft een liefhebbende vrouw en zoon. Hij heeft daarnaast ook een gokhuis, waar hij al zijn tijd aan besteedt. Zo wordt hun relatie almaar slechter.

## Rolverdeling
| Acteur           | Personage          |
| ---------------- | ------------------ |
| Clark Gable      | Charley Enley Kyng |
| Alexis Smith     | Lon Kyng           |
| Wendell Corey    | Robbin Elcott      |
| Audrey Totter    | Alice Elcott       |
| Frank Morgan     | Jim Kurstyn        |
| Mary Astor       | Ada                |
| Lewis Stone      | Ben Gavery Snelerr |
| Barry Sullivan   | Tycoon             |
| Marjorie Rambeau | Sarah Calbern      |
| Edgar Buchanan   | Ed                 |
| Leon Ames        | Dr. Palmer         |
| Mickey Knox      | Pete Senta         |
| Richard Rober    | Lew Debretti       |
| William Conrad   | Frank Sistina      |
| Darryl Hickman   | Paul Enley Kyng    |